# Omni Aviation
Omni Aviation ist ein portugiesisches Luftfahrtunternehmen.

## Geschichte
Die OMNI-Gruppe mit Sitz in Porto Salvo (Portugal) bei Lissabon wurde 1988 als kleines Unternehmen für Hubschraubertransporte gegründet. In den 1990er Jahren wurde OMNI durch die Aktivitäten der medizinischen Notfallversorgung in Portugal bekannt und nahm auch den Flugbetrieb mit Flächenflugzeugen auf. Heute ist Omni auch in Frankreich, Nigeria, Vereinigte Arabische Emirate und Brasilien aktiv.
Im Jahr 2001 erwarb Omni zwei Flugzeuge des Typs Beechcraft 1900, sowie im Jahr 2004 zwei Saab 2000, die langfristig an die portugiesische Fluggesellschaft Portugalia verleast wurden und auf deren regionalem Streckennetz zum Einsatz kamen. Die Gesellschaft begann zeitgleich mit der Aufnahme von Charterflügen für Reiseveranstalter und VIP-Charterflügen. Parallel dazu erweiterte OMNI ihren Betrieb von Hubschraubern in Brasilien. Die Gesellschaft OMNI International betreibt aktuell (2014) Luftverkehrsbetreiberzeugnisse für fünf ihrer Unternehmen.
Die Omni-Gruppe verfügt über eine Flugschule, eine Wartungsfirma und AOC in Portugal, Brasilien und Kap Verde und  ist in nahezu allen Bereichen der Luftfahrt tätig und beschäftigt mehr als 800 Mitarbeiter.

## Unternehmensstruktur
- OMNI Helicopters International, Hubschrauber in Portugal und Brasilien.
- Business Aviation, Sitz in Portugal mit einer weltweiten Abdeckung
- Commercial Aviation, Sitz in Portugal, Brasilien und Kap Verde mit weltweiter Abdeckung
- Emergency Medical Services in Portugal, Nigeria, Vereinigte Arabische Emirate und Brasilien.
- Omni Aviation Training Center São Domingos de Rana in Portugal, Wartung und Schulung
- Omni Handling
- Omni Luftfahrzeug Instandhaltung, EASA Parte 145 unter dem Namen Aeromec, seit 1991 am Aeroporto Municipal de Cascais

## Flotte
Insgesamt betreibt die Omni-Gruppe im kommerziellen Bereich über 50 Flugzeuge, darunter eine Boeing 777-200, je einen Airbus A310, einen Airbus A319CJ. und einen Airbus 320, die für die Tochtergesellschaft White Airways im Einsatz sind. Im Geschäftsreiseflugverkehr operiert Omni mit Falcon 900, Challenger 300 und Learjet 31/40/45.